# NK Sloga Koraće
Nogometni klub Sloga Koraće (NK Sloga; Sloga; Sloga Koraće) je bio nogometni klub iz Koraća, općina Bosanski Brod, Republika Srpska, Bosna i Hercegovina.

## O klubu
Nogomet se u Koraću počeo igrati 1948. godine, te je nastala potreba za organiziranjem nogometnog kluba i izgradnje odgovarajućeg igrališta. Klub je osnovan 1956. godine u sklopu Fiskulturnog društva "Sloga", te se poslije osamostaljuje u Nogometni klub "Sloga". 
 
1956. godine je registriran u derventskom podsavezu, te se pretežno natjecao protiv klubova s bosansko brodskog i derventskog područja u tadašnjim općinskim i međuopćinskim ligama. 
 
Zbog rata u BiH, okupacije i protjerivanja hrvatskog stanovništva iz Koraća klub se početkom 1990.-ih godina gasi. 

## Uspjesi
Općinska liga Bosanski Brod
- prvak: 1983./84.

Općinski kup Bosanskog Broda
- pobjednik: 1985.

## Unutrašnje poveznice
- Koraće

## Vanjske poveznice
- nk-sloga-korace.awardspace.com  Arhivirana inačica izvorne stranice od 21. veljače 2009. (Wayback Machine)
- NK Sloga Koraće, facebook stranica